# Landrat-Lucas-Gymnasium
Das Landrat-Lucas-Gymnasium (LLG), früher Landrat-Lucas-Schule (LLS), in Opladen (seit 1975 Stadtteil von Leverkusen) ist ein Gymnasium in Nordrhein-Westfalen.

## Namensgebung
Die Schule ist nach Adolf Lucas, einem früheren Landrat des Landkreises Solingen, zu dem Opladen früher gehörte, benannt. Lucas hatte sich um den Ausbau und die Finanzierung der Schule in ihren Anfangsjahren verdient gemacht sowie den Sitz des Kreises 1914 nach Opladen verlegt.

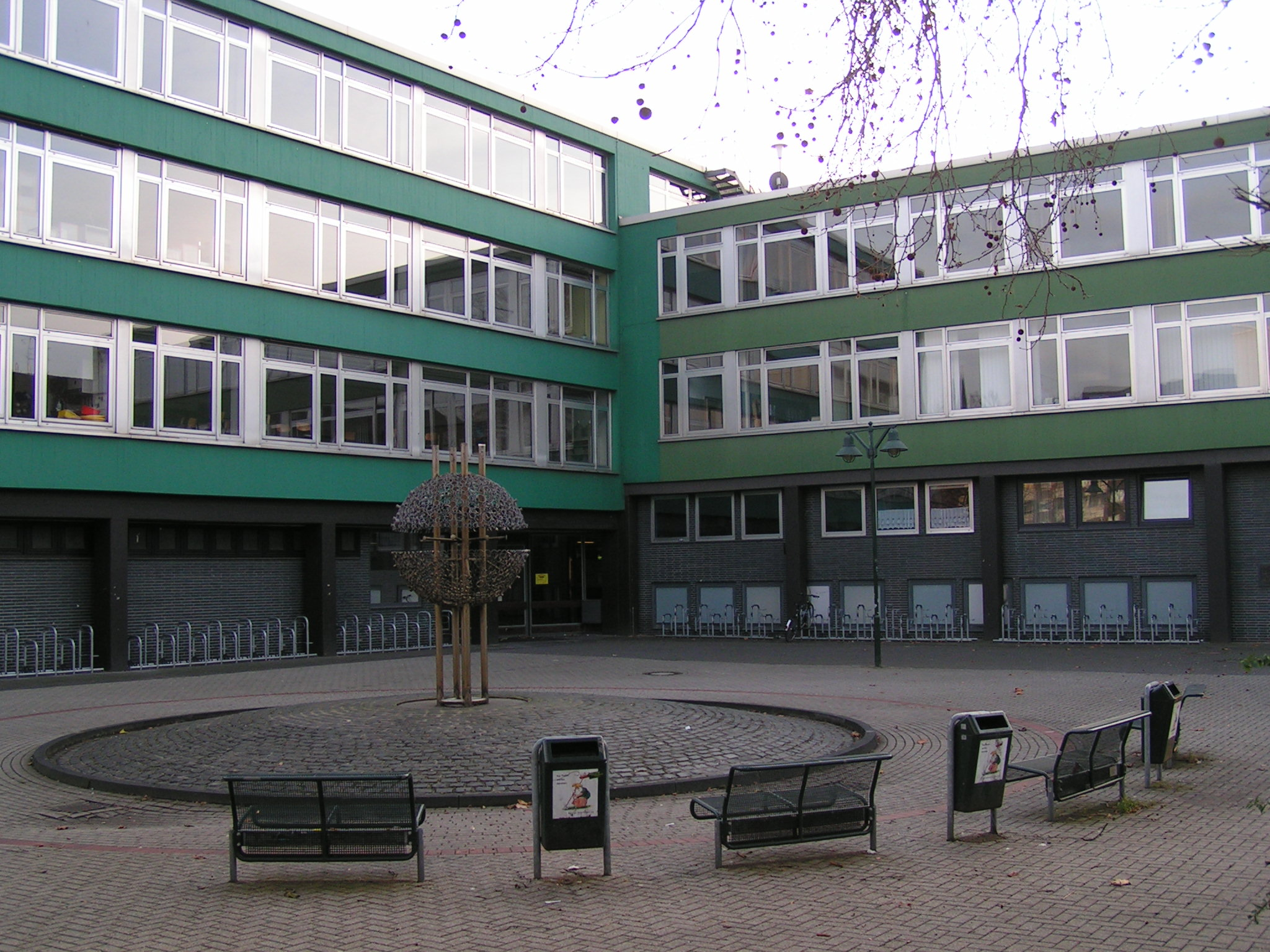
Haupteingang des LLG am Opladener Marktplatz

## Geschichte

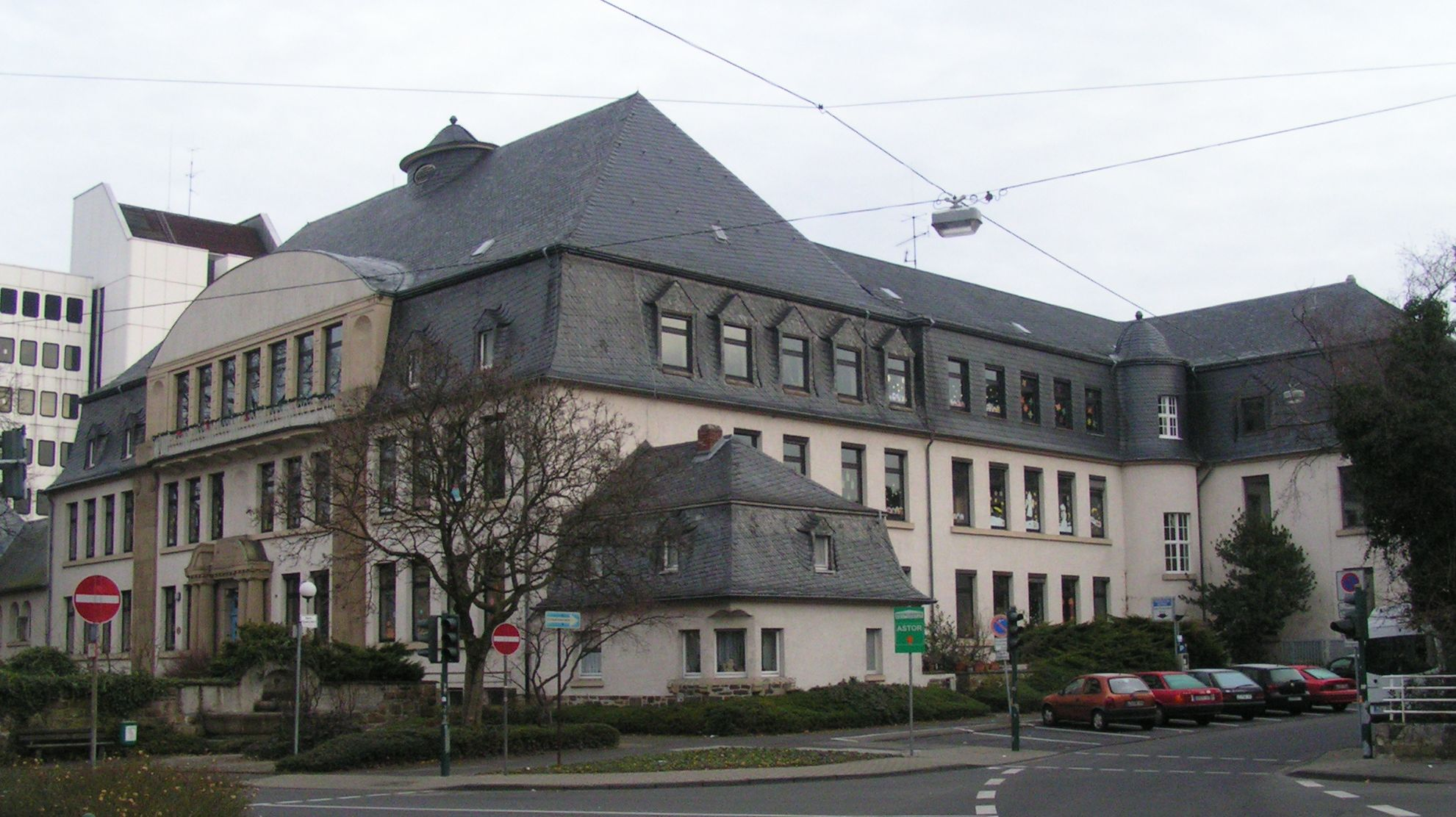
Ehemaliges Gebäude der LLS (1913–1976), jetzt Katholische Hauptschule

1906 wurde die Schule gegründet und am 1. Oktober als Paritätische höhere Knabenschule Opladen mit 25 Schülern eröffnet. Die Gründung wurde von Eltern aus den umliegenden Gemeinden betrieben und von Lucas wesentlich gefördert. 1910 wurde sie in Paritätische höhere Knabenschule und städtische Realschule i. E. (im Entstehen)
umbenannt, 1912 in Reform-Realprogymnasium mit Realschule. Ein eigenes Schulgebäude wurde 1913 in der Opladener Straße Im Hederichsfeld erbaut. 1916 hieß die Schule dann Reform-Realgymnasium mit Realschule, 1926 Reformrealgymnasium mit Oberrealschule.
1933 wurde sie als erste Schule in Deutschland nach Adolf Hitler benannt: Adolf-Hitler-Realgymnasium mit Oberrealschule. Regimekritische Lehrer wurden beurlaubt oder strafversetzt, jüdische Schüler entlassen. Aufgrund der zwangsweisen Schließung des katholischen Aloysianums wurde 1938 eine größere Anzahl von Schülern von dort übernommen. Nach Einführung der Deutschen Oberschule nannte die Schule sich ab 1937 Adolf-Hitler-Schule – Städtische Oberschule für Jungen.
Nach 1945 trug sie die Bezeichnung Naturwissenschaftliches Gymnasium, bevor sie 1956 zum 50-jährigen Jubiläum in Landrat-Lucas-Schule (naturwissenschaftliches Gymnasium mit neusprachlichem Zweig) umbenannt wurde. 1963 wurde das heutige Gebäude am Opladener Marktplatz durch den naturwissenschaftlichen Zweig der Schule bezogen. Dieses Gebäude wurde seitdem mehrfach erweitert, umgebaut und renoviert. Der neusprachliche Zweig verblieb im bisherigen Gebäude Im Hederichsfeld. 1964 wurden beide Zweige in unabhängige Schulen umgewandelt. Der naturwissenschaftliche Zweig wurde Landrat-Lucas-Schule I, der neusprachliche Zweig Landrat-Lucas-Schule II.
Seit Ende der 1960er-Jahre wurden auch Mädchen aufgenommen. 1976 wurde die LLS II mit der Ina-Seidel-Schule unter dem Namen Werner-Heisenberg-Schule zusammengelegt und in den Leverkusener Stadtteil Lützenkirchen (Ortsteil Holzhausen) verlagert. Die Gebäude der alten Ina-Seidel-Schule wurden als Unterstufengebäude in die LLS (nun wieder ohne die Nummer I) integriert. 2001 erfolgte schließlich die Umbenennung zum Landrat-Lucas-Gymnasium. Zum 100-jährigen Jubiläum 2006 besuchten rund 1750 Schüler das LLG.

## Besonderheiten
In den 1970er-Jahren wurden neue, seinerzeit nicht unumstrittene Konzepte zur Reform der gymnasialen Oberstufe (Einführung des Kurssystems) erprobt. Als eine der ersten Schulen bot sie Fächer wie Informatik, Technik, Theater oder Chinesisch an – zunächst als freiwillige Arbeitsgruppen, danach als reguläre Kurse, teilweise später auch als Leistungskurse. Aufgrund ihrer Größe war es außerdem möglich, den Schülern auch „exotische“ Fächer wie Russisch oder Italienisch als Leistungskurse anzubieten.
Seit 2009 ist im Erdgeschoss des Hauptgebäudes die Schul- und Stadtteilbibliothek Opladen untergebracht.
Die LLS konnte in den vergangenen Jahrzehnten eine Vielzahl von Teilnehmern und Siegern bei Wettbewerben wie Jugend forscht/Schüler experimentieren, Jugend musiziert, Mathematikolympiade und Jugend trainiert für Olympia stellen.
Das LLG ist Eliteschule des Sports, Eliteschule des Fußballs und Mitglied bei MINT-EC sowie im Netzwerk Schule ohne Rassismus – Schule mit Courage.
Für das Schuljahr 2023/2024 ist die Schule als Bündelungsgymnasium ausgewiesen.

## Bekannte ehemalige Schüler und Lehrer
- René Adler (* 1985), Fußballspieler
- Markus Beisicht (* 1963), Jurist, rechtsextremer Politiker, Vorsitzender von  Bürgerbewegung pro NRW
- Ina Beyermann (* 1965), Schwimmerin
- Christopher Blenkinsop (* 1963), Musiker
- Joshua Bluhm (* 1994), Bobsportler
- Karla Borger (* 1988), Beachvolleyballspielerin
- Selina Boveleth (* 1999), Fußballspielerin[8]
- Jan Buchwald (1974–2019), Opernsänger
- Alyn Camara (* 1989), Leichtathlet
- Danny da Costa (* 1993), Fußballspieler
- Danny Ecker (* 1977), Stabhochspringer
- John Ecker (* 1948), Basketballspieler
- Nazan Eckes (* 1976), Moderatorin
- Fabian Giefer (* 1990), Fußballspieler
- Norbert Gisder (* 1956), Journalist und Schriftsteller
- Sara Goller (* 1984), Beachvolleyballspielerin
- Lutz Görner (1945–2024), Rezitator
- Kai Havertz (* 1999), Fußballspieler
- Paul Hebbel (* 1947), Politiker
- Andrea Hegen (* 1985), Speerwerferin
- Bernd Heine (* 1939), Sprachwissenschaftler und Afrikanist
- Kathrin Hendrich (* 1992), Fußballspielerin
- Benjamin Henrichs (* 1997), Fußballspieler
- Isabel Hund (* 1962), Schachmeisterin
- Michael Illbruck (* um 1965), Unternehmer und Segelsportler
- Anna Klink (* 1995), Fußballspielerin
- Rebecca Knaak (* 1996), Fußballspielerin
- Anna Kraft (* 1985), Sportjournalistin
- Gerd Leienbach (* 1946), Radiomoderator und Musiker
- Laura Ludwig (* 1986), Beachvolleyballspielerin
- Klaus Mainzer (* 1947), Professor für Philosophie und Wissenschaftstheorie
- Gerhard Nebel (1903–1974), Schriftsteller
- Theresa Panfil (* 1995), Fußballspielerin
- Knut Reinhardt (* 1968), Fußballspieler
- Jennifer Rode (* 1995), Handballspielerin
- Robin Schembera (* 1988), Leichtathlet
- Wilfried Schmickler (* 1954), Kabarettist
- Ralf Schmitz (* 1974), Komiker, Musiker, Schauspieler und Autor
- Detlef Schrempf (* 1963), Basketballnationalspieler[9]
- Lukas Stutzke (* 1998), Handballspieler
- Felix Streng (* 1995), Leichtathlet
- Clara Woltering (* 1983), Handballspielerin
- Florian Wirtz (* 2003), Fußballspieler